# سیچوآن ۲۲۱۵
سیارک ۲۲۱۵ (به انگلیسی: 2215 Sichuan، نامگذاری:1964VX2) دو هزار و دویست و پانزدهمین سیارک کشف شده‌است که در ۱۲ نوامبر ۱۹۶۴ کشف شد.
قدر مطلق سیارک برابر ۱۱٫۹۰ است.